# IHF Super Globe 2016
IHF Super Globe 2016 – 10. edycja rozgrywek IHF Super Globe w piłce ręcznej mężczyzn. W rozgrywkach wzięło udział 8 drużyn z 5 konfederacji IHF. Od 2010 turniej przeprowadzany jest w stolicy Kataru, Dosze.

## Drużyny uczestniczące
| Zespół               | Udział w rozgrywkach                                                | Konfederacja                           |
| -------------------- | ------------------------------------------------------------------- | -------------------------------------- |
| Al-Sadd SC           | Gospodarz turnieju                                                  | Azjatycka Federacja Piłki Ręcznej      |
| Füchse Berlin        | Obrońca tytułu                                                      | Europejska Federacja Piłki Ręcznej     |
| Vive Tauron Kielce   | Zwycięzca EHF Ligi Mistrzów - sezon 2015/2016                       | Europejska Federacja Piłki Ręcznej     |
| ES Tunis HC          | Afrykańska Liga Mistrzów – sezon 2015                               | Afrykańska Federacja Piłki Ręcznej     |
| Sydney University HC | Zwycięzca Klubowych Mistrzostw Oceanii w piłce ręcznej – sezon 2015 | Federacja Piłki Ręcznej Oceanii        |
| HC Taubaté           | Zwycięzca Mistrzostw Panamerykańskich w piłce ręcznej – sezon 2016  | Panamerykańska Federacja Piłki Ręcznej |
| Lekhwiya SC          | Zwycięzca Azjatyckiej Ligi Mistrzów – sezon 2015                    | Azjatycka Federacja Piłki Ręcznej      |
| Paris SG Handball    | „Dzika karta”                                                       | Europejska Federacja Piłki Ręcznej     |

## Sędziowie
W przeciwieństwie do lat ubiegłych IHF nie opublikowała par sędziowskich, które poprowadzą wszystkie mecze turnieju. Na każdy dzień meczowy wyznaczani są sędziowie spośród poniższych par:
- Martin Gjeding, Mads Hansen ( Dania)
- Oscar Lopez Raluy, Angel Ramirez Sabroso ( Hiszpania)
- Bojan Lah, David Sok ( Słowenia)
- Julian Ismael Lopez Grillo, Sebastian Ignacio Lenci ( Argentyna)
- Mindaugas Gatelis, Vaidas Mažeika ( Litwa)

## System rozgrywek
W roku 2016, podobnie jak w roku ubiegłym, 8 drużyn stanowiło od razu pary ćwierćfinałowe, ustalone w toku losowania. Zwycięzcy poszczególnych meczów zagrali o miejsca 1–4, zaś przegrani o miejsca 5–8.

## Przebieg rozgrywek
|  |                      |                      |                   |                   |    |                    |                    |                    |                    |                   |                   |       |       |
|  | Ćwierćfinały         | Ćwierćfinały         | Ćwierćfinały      |                   |    | Półfinały          | Półfinały          | Półfinały          |                    |                   | Finał             | Finał | Finał |
|  | Ćwierćfinały         | Ćwierćfinały         | Ćwierćfinały      |                   |    | Półfinały          | Półfinały          | Półfinały          |                    |                   | Finał             | Finał | Finał |
|  | 5 września           |                      |                   |                   |    |                    |                    |                    |                    |                   |                   |       |       |
|  |                      |                      |                   |                   |    |                    |                    |                    |                    |                   |                   |       |       |
|  | Al-Sadd SC           | Al-Sadd SC           | 34                |                   |    |                    |                    |                    |                    |                   |                   |       |       |
|  | Al-Sadd SC           | Al-Sadd SC           | 34                | 6 września        |    |                    |                    |                    |                    |                   |                   |       |       |
|  | Sydney University HC | Sydney University HC | 18                |                   |    |                    |                    |                    |                    |                   |                   |       |       |
|  | Sydney University HC | Sydney University HC | 18                |                   |    | Al-Sadd SC         | Al-Sadd SC         | 26                 |                    |                   |                   |       |       |
|  | 5 września           |                      |                   |                   |    | Al-Sadd SC         | Al-Sadd SC         | 26                 |                    |                   |                   |       |       |
|  |                      |                      | Füchse Berlin     | Füchse Berlin     | 32 |                    |                    |                    |                    |                   |                   |       |       |
|  | Füchse Berlin        | Füchse Berlin        | Füchse Berlin     | Füchse Berlin     | 32 | 27                 |                    |                    |                    |                   |                   |       |       |
|  | Füchse Berlin        | Füchse Berlin        |                   |                   |    | 27                 | 8 września         |                    |                    |                   |                   |       |       |
|  | Lekhwiya SC          | Lekhwiya SC          | 25                |                   |    |                    |                    |                    |                    |                   |                   |       |       |
|  | Lekhwiya SC          | Lekhwiya SC          | 25                |                   |    | Füchse Berlin      | Füchse Berlin      | 29                 |                    |                   |                   |       |       |
|  | 5 września           |                      |                   |                   |    | Füchse Berlin      | Füchse Berlin      | 29                 |                    |                   |                   |       |       |
|  |                      |                      | Paris SG Handball | Paris SG Handball | 28 |                    |                    |                    |                    |                   |                   |       |       |
|  | Vive Tauron Kielce   | Vive Tauron Kielce   | Paris SG Handball | Paris SG Handball | 28 | 33                 |                    |                    |                    |                   |                   |       |       |
|  | Vive Tauron Kielce   | Vive Tauron Kielce   | 6 września        |                   |    | 33                 |                    |                    |                    |                   |                   |       |       |
|  | HC Taubaté           | HC Taubaté           | 30                |                   |    |                    |                    |                    |                    |                   |                   |       |       |
|  | HC Taubaté           | HC Taubaté           | 30                |                   |    | Vive Tauron Kielce | Vive Tauron Kielce | 25                 | Mecz o 3. miejsce  | Mecz o 3. miejsce | Mecz o 3. miejsce |       |       |
|  | 5 września           |                      |                   |                   |    | Vive Tauron Kielce | Vive Tauron Kielce | 25                 | Mecz o 3. miejsce  | Mecz o 3. miejsce | Mecz o 3. miejsce |       |       |
|  |                      |                      | Paris SG Handball | Paris SG Handball | 29 |                    |                    | 8 września         | 8 września         | 8 września        |                   |       |       |
|  | Paris SG Handball    | Paris SG Handball    | Paris SG Handball | Paris SG Handball | 29 | 38                 |                    | 8 września         | 8 września         | 8 września        |                   |       |       |
|  | Paris SG Handball    | Paris SG Handball    |                   |                   |    |                    |                    | Al-Sadd SC         | Al-Sadd SC         | 25                |                   |       |       |
|  | ES Tunis HC          | ES Tunis HC          | 31                |                   |    |                    |                    |                    | Al-Sadd SC         | 25                |                   |       |       |
|  | ES Tunis HC          | ES Tunis HC          | 31                |                   |    |                    |                    | Vive Tauron Kielce | Vive Tauron Kielce | 36                |                   |       |       |
|  |                      |                      |                   |                   |    |                    |                    |                    | Vive Tauron Kielce | 36                |                   |       |       |

### Wyniki ćwierćfinałów
| 5 września 2016 | Vive Tauron Kielce | 33:30   | HC Taubaté                 |                                                                                  |
| 13:00           | Darko Đukić 7      | (21:15) | 7 Vinícius Santos Teixeira | Duhail Handball Sports Hall, Doha Widzów: 500 Sędzia: Martin Gjeding Mads Hansen |
| 13:00           | 3× · 1×            | (21:15) | 5× · 1×                    | Duhail Handball Sports Hall, Doha Widzów: 500 Sędzia: Martin Gjeding Mads Hansen |

| 5 września 2016 | Paris SG Handball | 38:31   | ES Tunis HC      |                                                                                               |
| 15:00           | Uwe Gensheimer 10 | (21:18) | 13 Anis Mahmoudi | Duhail Handball Sports Hall, Doha Widzów: 700 Sędzia: Oscar Lopez Raluy Angel Ramirez Sabroso |
| 15:00           | 5× · 4× · 1×      | (21:18) | 9× · 3× · 1×     | Duhail Handball Sports Hall, Doha Widzów: 700 Sędzia: Oscar Lopez Raluy Angel Ramirez Sabroso |

| 5 września 2016 | Füchse Berlin   | 27:25   | Lekhwiya SC      |                                                                            |
| 17:00           | Petar Nenadić 8 | (14:12) | 8 Ahmed El Ahmar | Duhail Handball Sports Hall, Doha Widzów: 1500 Sędzia: Bojan Lah David Sok |
| 17:00           | 5× · 3× · 1×    | (14:12) | 2× · 3×          | Duhail Handball Sports Hall, Doha Widzów: 1500 Sędzia: Bojan Lah David Sok |

| 5 września 2016 | Al-Sadd SC       | 34:18  | Sydney University HC | |
| 20:00           | Mustafa Alkrad 6 | (18:8) | 7 Daan Verlseeuwen   | Duhail Handball Sports Hall, Doha Widzów: 1500 Sędzia: Julian Ismael Lopez Grillo Sebastian Ignacio Lenci |
| 20:00           | 4× · 2×          | (18:8) | 5× · 1×              | Duhail Handball Sports Hall, Doha Widzów: 1500 Sędzia: Julian Ismael Lopez Grillo Sebastian Ignacio Lenci |

### Mecze o miejsca 5–8
| 6 września 2016 | HC Taubaté                                             | 20:32   | ES Tunis HC    |                                                                           |
| 14:00           | Rafael Lobato 3 · Wesley Amorim 3 · Matheus Perrella 3 | (10:18) | 6 Aymen Hammed | Duhail Handball Sports Hall, Doha Widzów: 600 Sędzia: Bojan Lah David Sok |
| 14:00           | 2× · 3×                                                | (10:18) | 2× · 2×        | Duhail Handball Sports Hall, Doha Widzów: 600 Sędzia: Bojan Lah David Sok |

| 6 września 2016 | Sydney University HC               | 17:29  | Lekhwiya SC       | |
| 16:00           | Pierre Bonnin 4 · Adrià Cumplido 4 | (9:12) | 5 Abdulla Ramazan | Duhail Handball Sports Hall, Doha Widzów: 500 Sędzia: Julian Ismael Lopez Grillo Sebastian Ignacio Lenci |
| 16:00           | 3× · 1×                            | (9:12) | 3× · 1×           | Duhail Handball Sports Hall, Doha Widzów: 500 Sędzia: Julian Ismael Lopez Grillo Sebastian Ignacio Lenci |

### Wyniki półfinałów
| 6 września 2016 | Vive Tauron Kielce                        | 25:29   | Paris SG Handball                    |                                                                                         |
| 18:00           | Tobias Reichmann 5 · Krzysztof Lijewski 5 | (12:13) | 8 Uwe Gensheimer · 8 Daniel Narcisse | Duhail Handball Sports Hall, Doha Widzów: 2500 Sędzia: Mindaugas Gatelis Vaidas Mažeika |
| 18:00           | 5× · 2×                                   | (12:13) | 7× · 2×                              | Duhail Handball Sports Hall, Doha Widzów: 2500 Sędzia: Mindaugas Gatelis Vaidas Mažeika |

| 6 września 2016 | Al-Sadd SC      | 26:32   | Füchse Berlin    |                                                                                                |
| 20:00           | Amine Bannour 9 | (12:15) | 10 Hans Lindberg | Duhail Handball Sports Hall, Doha Widzów: 2500 Sędzia: Oscar Lopez Raluy Angel Ramirez Sabroso |
| 20:00           | 2× · 3×         | (12:15) | 4× · 2×          | Duhail Handball Sports Hall, Doha Widzów: 2500 Sędzia: Oscar Lopez Raluy Angel Ramirez Sabroso |

### Mecz o 7. miejsce
| 8 września 2016 | Sydney University HC | 23:35   | HC Taubaté       |                                                                                           |
| 14:00           | Daan Verlseeuwen 10  | (11:20) | 12 Rafael Lobato | Duhail Handball Sports Hall, Doha Widzów: (b.d.) Sędzia: Mindaugas Gatelis Vaidas Mažeika |
| 14:00           | 8× · 3×              | (11:20) | 5× · 3×          | Duhail Handball Sports Hall, Doha Widzów: (b.d.) Sędzia: Mindaugas Gatelis Vaidas Mažeika |

### Mecz o 5. miejsce
| 8 września 2016 | Lekhwiya SC   | 27:28   | ES Tunis HC         | |
| 16:00           | Wajdi Sinen 7 | (16:15) | 6 Oussama Boughanmi | Duhail Handball Sports Hall, Doha Widzów: 1200 Sędzia: Julian Ismael Lopez Grillo Sebastian Ignacio Lenci |
| 16:00           | 4× · 2×       | (16:15) | 6× · 1×             | Duhail Handball Sports Hall, Doha Widzów: 1200 Sędzia: Julian Ismael Lopez Grillo Sebastian Ignacio Lenci |

### Mecz o 3. miejsce
| 8 września 2016 | Al-Sadd SC   | 25:36   | Vive Tauron Kielce |                                                                                                  |
| 18:00           | Sobhi Saie 8 | (12:20) | 7 Darko Đukić      | Duhail Handball Sports Hall, Doha Widzów: (b.d.) Sędzia: Oscar Lopez Raluy Angel Ramirez Sabroso |
| 18:00           | 4× · 2×      | (12:20) | 3× · 2×            | Duhail Handball Sports Hall, Doha Widzów: (b.d.) Sędzia: Oscar Lopez Raluy Angel Ramirez Sabroso |

### Finał
| 8 września 2016 | Füchse Berlin                          | 29:28   | Paris SG Handball |                                                                                   |
| 20:00           | Bjarki Már Elísson 5 · Petar Nenadić 5 | (12:15) | 7 Mikkel Hansen   | Duhail Handball Sports Hall, Doha Widzów: 3000 Sędzia: Martin Gjeding Mads Hansen |
| 20:00           | 2× · 1×                                | (12:15) | 1× · 2×           | Duhail Handball Sports Hall, Doha Widzów: 3000 Sędzia: Martin Gjeding Mads Hansen |

## Klasyfikacja końcowa
| Miejsce | Drużyna              |
| ------- | -------------------- |
| złoto   | Füchse Berlin        |
| srebro  | Paris SG Handball    |
| brąz    | Vive Tauron Kielce   |
| 4.      | Al-Sadd SC           |
| 5.      | ES Tunis HC          |
| 6.      | Lekhwiya SC          |
| 7.      | HC Taubaté           |
| 8.      | Sydney University HC |

## Najlepsi strzelcy
| Pozycja | Zawodnik           | Zespół               | Liczba bramek |
| ------- | ------------------ | -------------------- | ------------- |
| 1.      | Anis Mahmoudi      | ES Tunis HC          | 23            |
| 2.      | Uwe Gensheimer     | Paris SG Handball    | 22            |
| 3.      | Daan Verlseeuwen   | Sydney University HC | 20            |
| 4.      | Petar Nenadić      | Füchse Berlin        | 18            |
| 5.      | Rafael Lobato      | HC Taubaté           | 17            |
| 6.      | Oussama Boughanmi  | ES Tunis HC          | 17            |
| 7.      | Sobhi Saied        | Al-Sadd SC           | 16            |
| 8.      | Mustafa Ali Alkrad | Al-Sadd SC           | 15            |
| 9.      | Ahmed El Ahmar     | Lekhwiya SC          | 15            |
| 10.     | Nikola Karabatić   | Paris SG Handball    | 14            |

Źródło: statystyki